# 古斯塔夫·德·拉瓦尔
卡尔·古斯塔夫·帕特里克·德·拉瓦尔（瑞典語：Karl Gustaf Patrik de Laval，瑞典語發音：[ˈɡɵ̂sːtav dɛ laˈvalː] ⓘ；1845年5月9日—1913年2月2日），是瑞典工程师和发明家，他对蒸汽轮机和乳品离心分离机械的设计做出了重要贡献。

## 生平

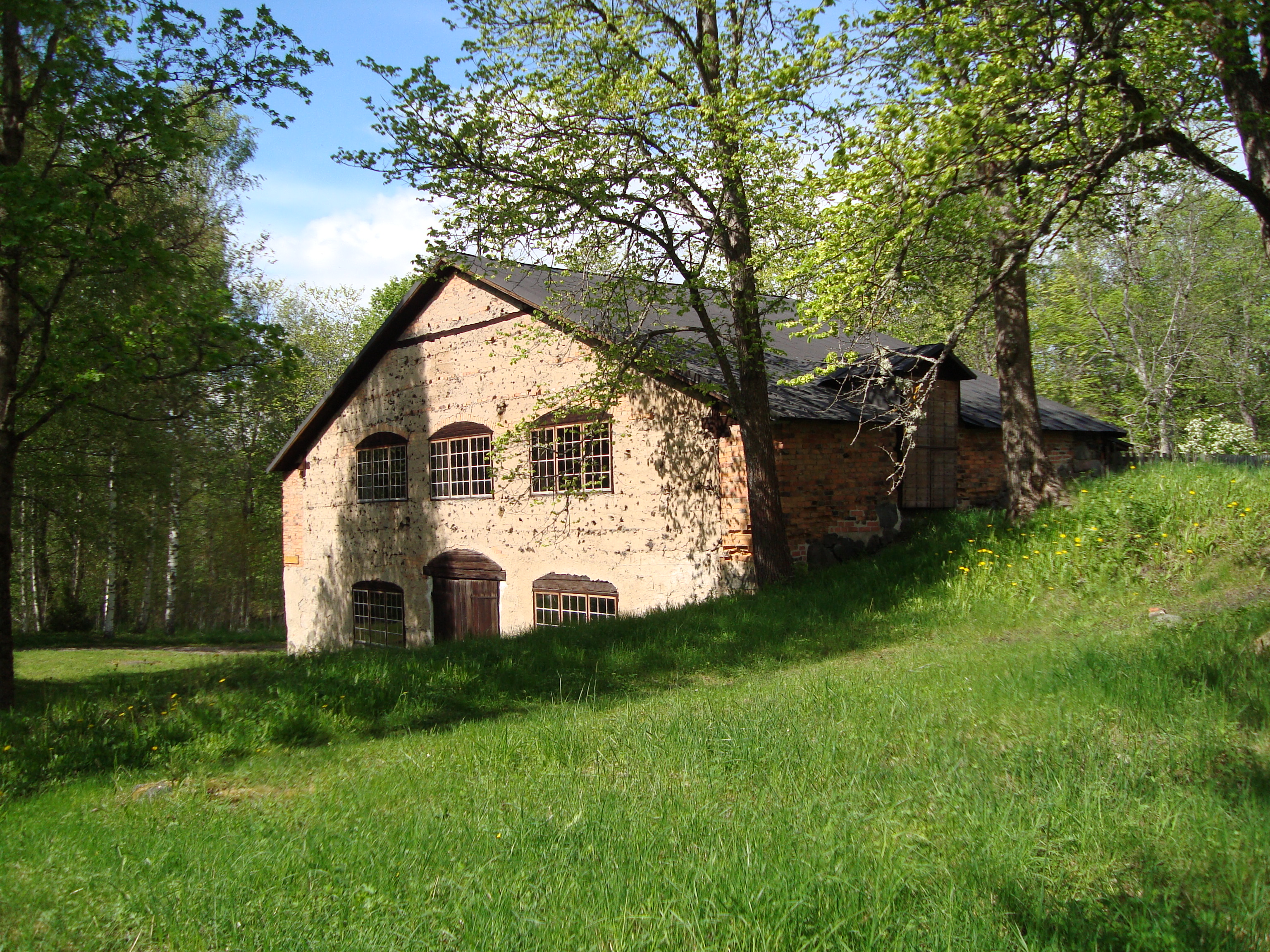
拉瓦尔在克洛斯特的锻造厂

古斯塔夫·德·拉瓦尔出生在达拉纳的乌沙，属于瑞典的德拉瓦尔胡格诺家族（家族祖先为克劳德·德·拉瓦尔，士兵，1622移民之瑞典， 1647 年被封为德·拉瓦尔爵士）。他于 1863 年就读于斯德哥尔摩理工学院（后来的皇家理工学院，KTH），于 1866 年获得机械工程学位，之后于 1867 年被乌普萨拉大学录取进行深造。
他当时仍受雇于瑞典矿业公司Stora Kopparberg 。但他依然回到乌普萨拉大学学习，并于 1872 年完成了博士学位。他后来受雇于瑞典 Husby 教区的Kloster Iron 工厂。 
1886 年，拉瓦尔成为瑞典皇家科学院院士。他是一位成功的工程师和商人。 他也曾经于1888年到1889年入选瑞典国家议会， 后期成为议会会员。拉瓦尔于 1913 年在斯德哥尔摩去世，享年 67 岁。 

## 贡献

### 拉伐尔喷管
1882 年，他提出了脉冲蒸汽轮机的概念，并于 1887 年建造了一台小型蒸汽轮机，以证明可以在该规模上建造此类设备。 1890 年，拉瓦尔开发了一种喷嘴，可将蒸汽射流提高到超音速，其工作原理是利用蒸汽的动能，而不是其压力。这种喷管，现在被称为拉伐尔喷管，用于现代火箭发动机的喷嘴。拉伐尔涡轮机可以以高达 30,000 rpm 的速度运行。涡轮安装在一根长的柔性轴上，它的两个轴承在两侧相距很远。涡轮机的更高速度要求他还设计新的减速齿轮方法，这些方法至今仍在使用。由于当时可用的材料不足以承受巨大的离心力，因此涡轮机的输出有限，大型电动蒸汽发生器主要采用查尔斯·帕森斯 ( Charles Parsons ) 的替代复合蒸汽涡轮机方法的设计。 
在带有供油轴承的涡轮机中使用高压蒸汽意味着一些蒸汽会污染润滑油，因此，完善商用蒸汽涡轮机需要他还开发一种有效的油/水分离器。在尝试了几种方法后，他得出结论，离心分离机是最经济有效的方法。他开发了几种类型，它们的成功使离心分离器成为各种应用中的有用设备。

### 奶油分离器和阿法拉伐集團
拉瓦尔为乳制品行业做出了重要贡献，包括第一台离心式牛奶-奶油分离器和早期的挤奶机原型，均源于他于1894年登记的发明专利。然而，直到他去世后，他创立的公司才在 1918 年推出了第一台商用挤奶机。 1883 年，de Laval 与 Oscar Lamm 一起创立了AB Separator公司，1963 年公司更名为Alfa Laval 阿法拉伐集團。

### 利拉伐
1991 年，生产乳制品和农业机械的公司 Alfa Laval Agri 在被利乐集团收购时从Alfa Laval阿法拉伐中独立出来。当阿法拉伐被出售时，这个独立经营的公司仍然是利乐集团的一部分，后来以公司创始人的名字更名为利拉伐DeLaval。

## 图片库

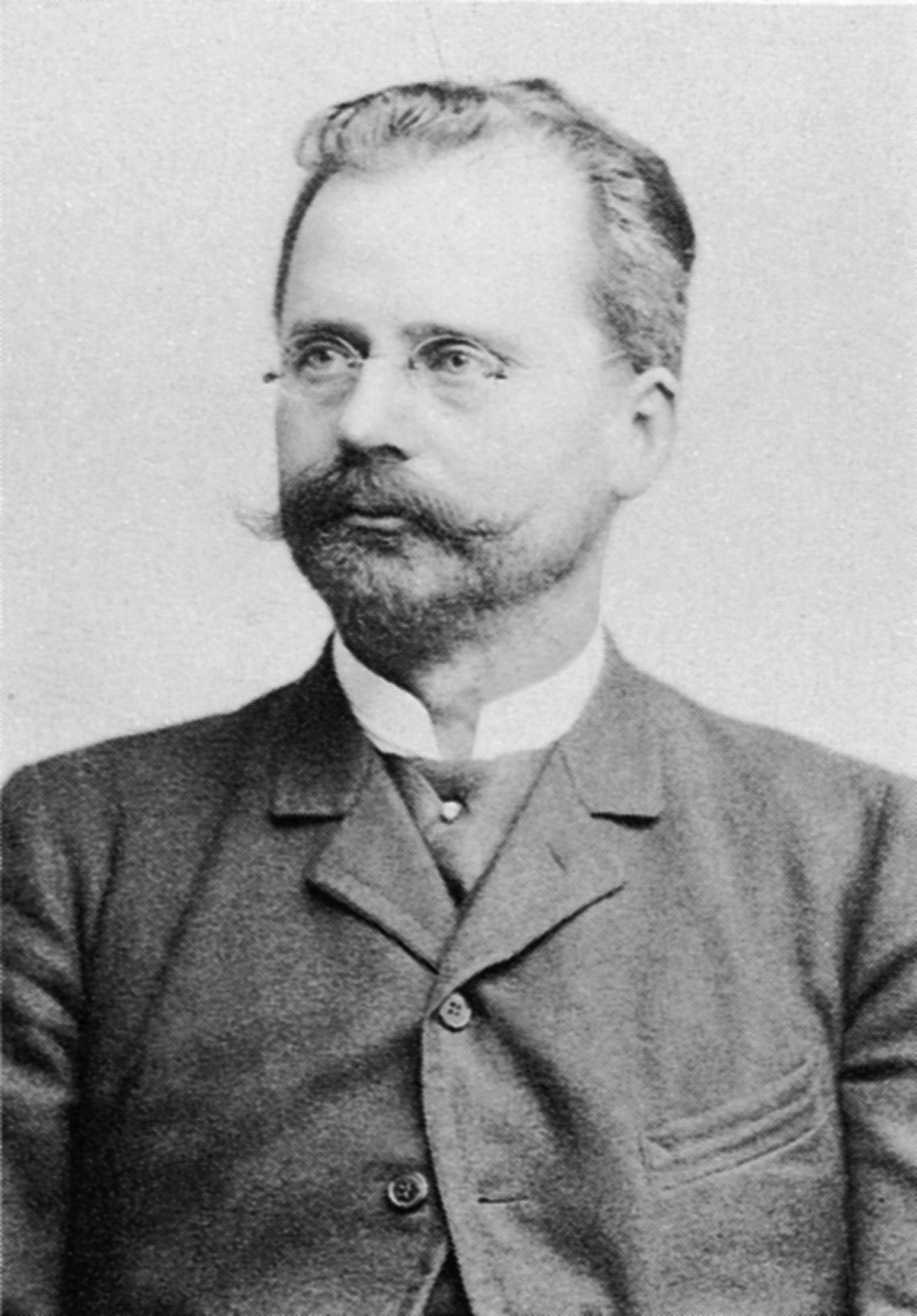
50 岁左右的古斯塔夫·德·拉瓦尔
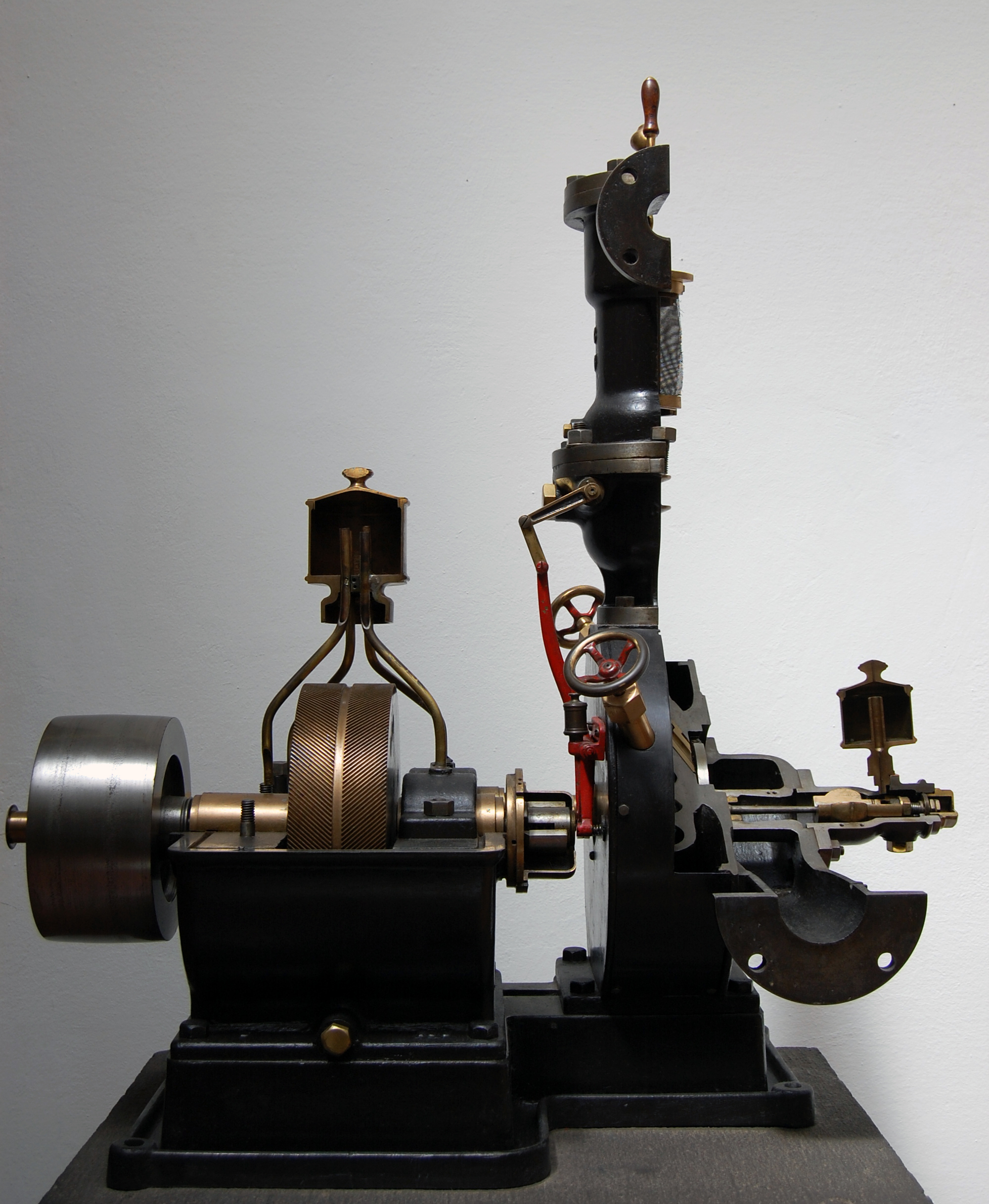
古斯塔夫·德·拉瓦尔的脉冲涡轮机。建于瑞典，1888 年。慕尼黑德意志博物馆
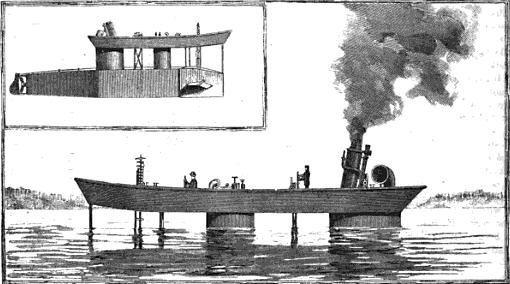
古斯塔夫·德·拉瓦尔发明的独特潜艇
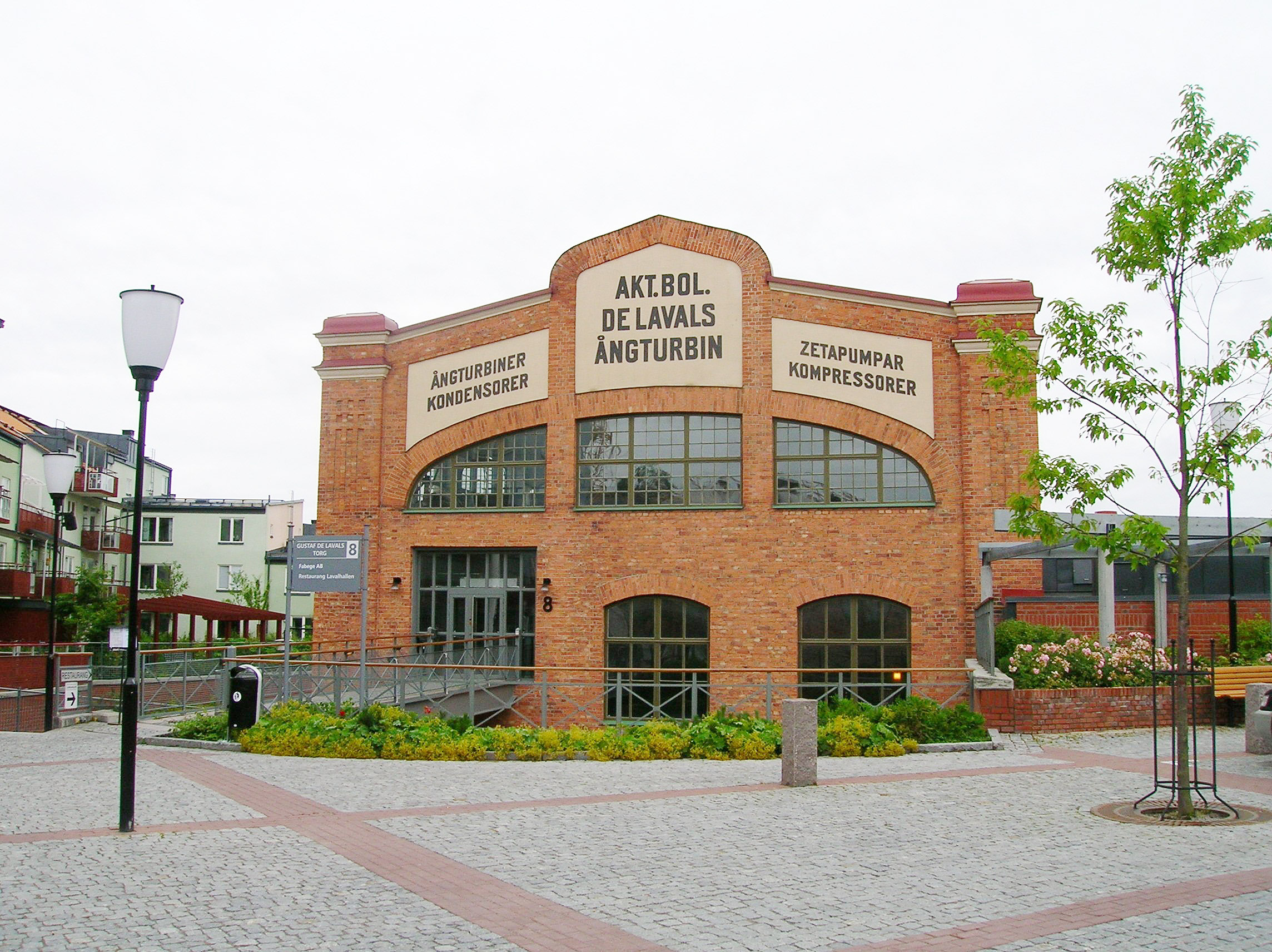
位于斯德哥尔摩郊外Nacka的前 De Laval 汽轮机工厂现已改建为会议中心

他去世后被安葬在瑞典斯德哥尔摩的斯德哥爾摩北墓園。